# Кусинские Печи
Куси́нские Пе́чи — посёлок в Кусинском районе Челябинской области. Входит в Кусинское городское поселение.

## География
Через посёлок протекает река Куса. Расстояние до ближайшего населённого пункта, города Куса, 6 км.

## Население
| 2002 | 2010 |
| ---- | ---- |
| 42   | ↘32  |

Гендерный состав
По данным Всероссийской переписи 2010 года численность населения посёлка составляла 32 человека (17 мужчин и 15 женщин).

## Улицы
Уличная сеть посёлка состоит из 5 улиц.